# HD 171238 b
HD 171238 b (بالإنجليزية: HD 171238 b)‏ الذي يرمز له بالرمز HD 171238b، هو كوكب خارج المجموعة الشمسية، في كوكبة الرامي، يتبع HD 171238 ‏.

## الاكتشاف
اكتشف في 11 أغسطس 2009، وكانت طريقة الاكتشاف Doppler spectroscopy.